# Tazacorte
Tazacorte è un comune spagnolo di 5 062 abitanti situato nella comunità autonoma delle Canarie. Si trova nell'isola di La Palma.